# Festuca tolucensis
Festuca tolucensis är en gräsart som beskrevs av Carl Sigismund Kunth. Festuca tolucensis ingår i släktet svinglar, och familjen gräs. Inga underarter finns listade i Catalogue of Life.